# TextMate
TextMate是一个由Allan Odgaard开发的macOS系统下的GUI文本编辑器，提供声明式定制、打开多文档、可记录宏、可折叠文字片段和可扩展Bundle等功能。